# كأس دوري كرة القدم الإنجليزية 2015–16
كأس دوري كرة القدم الإنجليزية 2015–16 (بالإنجليزية: 2015–16 Football League Trophy)‏ هو الموسم 32 من كأس دوري كرة القدم الإنجليزية. أشرف على تنظيمه دوري كرة القدم الإنجليزي، وكان عدد الأندية المشاركة فيه 48، وفاز فيه نادي بارنسلي.